# Fabian Franke (Fußballspieler)
Fabian Franke (* 7. März 1989 in Leipzig) ist ein deutscher Fußballspieler, der seit August 2018 beim SSV Markranstädt unter Vertrag steht.

## Karriere

### Jugendzeit und Hamburger SV
Fabian Franke ist gebürtiger Leipziger und spielte in seiner Jugendzeit zunächst für den VfK Blau-Weiß Leipzig und danach für die Kickers 94 Markkleeberg. In der Winterpause der Saison 2005/06 wechselte er zum damals noch existierenden FC Sachsen Leipzig und spielte dort zunächst im Mittelfeld. Während der U-19-Bundesliga 2007/08 wurde er dann hauptsächlich als Verteidiger für die Sachsen eingesetzt. Dabei erzielte er unter anderem am ersten Spieltag ein Tor gegen seinen späteren Verein Hamburger SV, konnte den Abstieg seiner Mannschaft jedoch nicht verhindern. In der Folgesaison wurde Franke für die zweite Mannschaft des HSV verpflichtet. Dort kam er in seinem ersten Jahr nur zweimal zum Einsatz, trainierte aber mit später bekannten Spielern wie Sidney Sam, Son Heung-min oder Maximilian Beister. In seiner zweiten Saison lief er 14-mal für die Hamburger auf.

### RB Leipzig
Im Juli 2010 kehrte der Verteidiger in seine Heimat zurück und unterschrieb einen Zweijahresvertrag beim ambitionierten Regionalligaaufsteiger RB Leipzig. In der Saison 2010/11 und 2011/12 verpasste er mit Leipzig den angestrebten Staffelsieg, welcher zum direkten Aufstieg in die 3. Fußball-Liga berechtigt hätte. Bereits im Mai 2011 wurde Frankes Vertrag bis Sommer 2014 verlängert. Der Aufstieg gelang schließlich in der folgenden Saison 2012/13. Hier gewann Franke mit Leipzig erst die Meisterschaft in der Regionalliga Nordost und setzte sich dann in zwei Relegationsspielen gegen die Sportfreunde Lotte durch. Franke bestritt in der Aufstiegssaison 26 der 30 Ligaspiele (ein Tor) und stand in den Relegationsspielen die volle Zeit auf dem Rasen. Bereits im April 2013 wurde Frankes Vertrag um ein weiteres Jahr bis Sommer 2015 verlängert. In der anschließenden Drittligasaison 2013/14 setzte ihn Trainer Alexander Zorniger 23-mal ein, davon 14-mal in der Startelf. Am 18. Spieltag, beim Auswärtsspiel gegen den 1. FC Saarbrücken, gelang ihm ein Tor. Am Ende der Saison stieg Franke mit der Mannschaft als Tabellenzweiter in die 2. Bundesliga auf. In der folgenden Zweitligasaison 2014/15 kam Franke bis zum Februar zu keinem Einsatz. Grund hierfür war eine langwierige Reizung der Achillessehne.
Zur Saison 2015/16 wechselte Franke zum SV Wehen Wiesbaden. Während der Saisonvorbereitung zog er sich einen Achillessehnenanriss zu und gab erst am 27. Spieltag sein Debüt für den SV Wehen Wiesbaden. Kurz nach Beginn der Saison 2016/17 wechselte Franke zum Ligakonkurrenten Hallescher FC. Nach zwei Jahren in Halle wechselte er zurück in den Leipziger Raum zum SSV Markranstädt.

### Als Trainer
Im November 2018 wurde Franke Praktikant im Scouting und Video-Analyse Bereich von RB Leipzig und übernahm zudem den Co-Trainer-Posten der U-17-Mädchen von RB Leipzig.